# Пелепелицын, Василий
Василий Пелепелицын — воевода в царствование Ивана Грозного. В 1575 — 1578 годы служил головой в городе Арск, а с 1580 года — воевода и наместник в Чердыни.
В это время Строгановы, владевшие на обширном пространстве землями в Уральском крае и обязавшиеся защищать его своими средствами, призвали к себе на службу казацкого атамана Ермака Тимофеевича, который со своими ватагами грабил тогда на Волге купеческие и царские караваны. Все казаки были заочно приговорены правительством к смертной казни. Присоединив к атаману своих ратных людей, снабдив их съестным и боевым припасом, дав проводников, знакомых с сибирскими дорогами и языками туземных народов, Строгановы отправили их в поход на сибирского хана.
Совершенно случайно и неожиданно в тот же день (1 сентября 1581) пелымский князь, собрав войско из пелымцев, вотяков, вогулов и прочих народностей, напал на пермские места, Чердынь и владения Строгановых, которые, не имея достаточной защиты, не смогли отразить это нападение. Строгановы пожаловались царю, обвинив в этом происшествии воеводу Пелепелицына. Иван Грозный поручил пермскому воеводе и наместнику князю Ивану Михайловичу Елецкому послать земское ополчение в 200 человек на помощь Строгановым. В 1582 году Василий Пелепелицын послал царю грамоту с челобитной на Строгановых, сообщая, что те, вместо того чтобы защищать Пермский край, послали казаков на сибирского хана Кучума. Разгневанный Иван Грозный приказал вернуть казаков, часть их и ратников оставить для охраны края, а остальных отправить в Чердынь под командой Пелепелицына и наказать вогуличей и остяков за произведенные ими опустошения. Однако Ермак с казаками был уже за Уралом, и воевода Пелепелицын не смог исполнить царский указ.